# Randolph (Oregon)
Randolph az Amerikai Egyesült Államok északnyugati részén, Oregon állam Coos megyéjében, a Coquille folyó északi partján elhelyezkedő kísértetváros.

## Története
A települést a Coos megyei aranyláz idején alapította Foster doktor és Harris százados; a History of Southern Oregon szerint John Randolph of Roanoke szenátorról nevezték el azt. Az Oregoni Történelmi Társaság 1957-es cikke alapján elképzelhető, hogy a névadó a Massachusetts állambeli Randolph, vagy Randolph Tichenor, Port Orford egyik alapítója.
A település korábban jelenlegi helyétől északnyugatra, az óceán és egy patak találkozásánál feküdt, ahol 1853 és 1855 között bányásztak. Egy monda szerint két bányász öt gallonnyi (19 liternyi) aranyport rejtett egy fa alá, azonban erdőtűz söpört végig a területen, így azt soha nem találták meg. Az egykor Whisky Run nevet viselő településen élt a térségben a legtöbb aranybányász (közel annyian, mint Jacksonville-ben).
Whisky Runt a coquille indiánok nasomah törzsének falvához közel alapították; az őslakos nők elleni nemierőszak-sorozat, valamint a Coquille folyón zajló szóbeli vita miatt a bányászok és az őslakosok közti viszony elmérgesedett; a negyven bányász által alapított Coos megyei Önkéntesek csoportja az indiánok által elkövetett vélt kihágásokra (például engedély nélküli lovaglás) hivatkozva álmukban húsz őslakost mészároltak le. Joel Palmer, Oregon indián ügyekért felelős tisztviselője kikényszerítette, hogy az őslakosok rezervátumba vonuljanak.
Verne Bright Randolph: Ghost Gold Town of the Oregon Beaches című könyvében eltérően jellemzi a két csoport kapcsolatát. A műben a nézeteltérések egy 1851-es verekedésből erednek, amikor a nasomahok megtámadtak 12, a Coquille folyón kenuzó fehér embert, és közülük nyolcat megöltek. A bevándorlók két évtizeden át fertőzték az őslakosokat óvilági betegségekkel, elfoglalták halász- és vadászterületeiket, és általában kegyetlenül bántak velük és más tututnikkal. 1851-től az indiánok támadásai miatt a bányászok állandó veszélyben dolgoztak, az elszenvedett sérelmeket pedig az őslakosok felakasztásával torolták meg. A konfliktusok kicsúcsosodásaként a bányászok megtámadtak egy nasomah falut: a férfiakat megölték, a nőket, gyerekeket és időseket túszul ejtették, a házakat pedig felgyújtották. Az erőszakos cselekmények az indiánok rezervátumba telepítéséig folytatódtak.
Whisky Runt először a Coquille folyó torkolatához, majd az aranyláz lecsengése után a szárazföld belsejébe költöztették. Randolph postája 1859 és 1893 között működött. A coquille-ek által létrehozott ösvény Randolph-tól a ma Coos Bayhez tartozó Empire-ig vezetett.

## Fordítás
- Ez a szócikk részben vagy egészben  a   Randolph, Oregon című angol Wikipédia-szócikk ezen változatának fordításán alapul.  Az eredeti cikk szerkesztőit annak laptörténete sorolja fel. Ez a jelzés csupán a megfogalmazás eredetét és a szerzői jogokat jelzi, nem szolgál a cikkben szereplő információk forrásmegjelöléseként.